# Zemplínsky Branč
Zemplínsky Branč (bis 1948 slowakisch „Baranč“; ungarisch Barancs) ist eine Gemeinde im Osten der Slowakei mit 508 Einwohnern (Stand 31. Dezember 2024), die zum Okres Trebišov, einem Kreis des Košický kraj, gehört. Sie ist Teil der traditionellen Landschaft Zemplín.

## Geographie
Die Gemeinde befindet sich im Ostslowakischen Tiefland und nördlich des Kleingebirges Zemplínske vrchy, am Bach Chlmec im Einzugsgebiet der Ondava. Das Ortszentrum liegt auf einer Höhe von 113 m n.m. und ist 10 Kilometer von Trebišov entfernt.
Nachbargemeinden sind Kožuchov im Nordwesten und Norden, Novosad im Osten und Süden, Hrčeľ im Südwesten sowie Veľaty und Zemplínska Nová Ves (Ortsteil Zemplínsky Klečenov) im Westen.

## Geschichte
Zemplínsky Branč wurde zum ersten Mal 1273 als Baranch schriftlich erwähnt, weitere historische Bezeichnungen sind unter anderen Baranch (1357) und Barancža (1773). Das Dorf war Besitz mehrerer landadliger Gutsherren, im 19. Jahrhundert der Familien Barkóczy, Klobusiczky sowie anderer.
1715 gab es drei verlassene und zwei bewohnte Haushalte. 1787 hatte die Ortschaft 56 Häuser und 453 Einwohner, 1828 zählte man 61 Häuser und 451 Einwohner, die als Landwirte tätig waren. Die Einwohner nahmen am Ostslowakischen Bauernaufstand von 1831 teil. Von 1880 bis 1890 wanderten viele Einwohner aus.
Bis 1918/1919 gehörte der im Komitat Semplin liegende Ort zum Königreich Ungarn und kam danach zur Tschechoslowakei beziehungsweise heutigen Slowakei. 

## Bevölkerung
| Jahr                | 1994 | 2004     | 2014 | 2024    |
| ------------------- | ---- | -------- | ---- | ------- |
| Anzahl der Personen | 388  | 474      | 474  | 508     |
| Unterschied         |      | +22,16 % | +0 % | +7,17 % |

| Jahr                | 2023 | 2024    |
| ------------------- | ---- | ------- |
| Anzahl der Personen | 499  | 508     |
| Unterschied         |      | +1,80 % |

Nach der Volkszählung 2011 wohnten in Zemplínsky Branč 477 Einwohner, davon 353 Slowaken und 21 Roma. 103 Einwohner machten keine Angabe zur Ethnie.
310 Einwohner bekannten sich zur römisch-katholischen Kirche, 25 Einwohner zur griechisch-katholischen Kirche, sieben Einwohner zu den Zeugen Jehovas, fünf Einwohner zur reformierten Kirche, zwei Einwohner zur orthodoxen Kirche und ein Einwohner zur Evangelischen Kirche A. B. 19 Einwohner waren konfessionslos und bei 108 Einwohnern wurde die Konfession nicht ermittelt.

## Bauwerke und Denkmäler
- römisch-katholische Peter-und-Paul-Kirche im Spätbarockstil aus dem Jahr 1756 unter Verwendung von Teilen einer älteren gotischen Kirche[6]

## Verkehr
Durch Zemplínsky Branč führt die Cesta II. triedy 552 („Straße 2. Ordnung“), die sich hier mit der Cesta III. triedy 3677 („Straße 3. Ordnung“) nach Kožuchov und weiter Trebišov kreuzt. Westlich des Ortes besteht Anschluss an die Cesta I. triedy 79 („Straße 1. Ordnung“). Der nächste Bahnanschluss ist in Stanča an der Bahnstrecke Michaľany–Łupków.